# Peter Pan (stripreeks)
Peter Pan is een stripreeks in zes delen van Régis Loisel uitgegeven door Blitz en Arboris tussen 1990 en 2004. De reeks is gebaseerd op het werk Peter Pan van J.M. Barrie en kan worden beschouwd als een prequel van diens creatie.  In 2022 bracht Arboris de serie uit in twee integralen.

## Verhaal
Het verhaal begint aan het einde van de 19e eeuw in Engeland, waar de jonge Peter worstelt om te overleven tussen een alcoholische moeder en de ellendige voorsteden van Londen, zoals Charles Dickens deze beschreef in zijn romans. Zijn verbeelding en de verhalen van de oude heer Kundal zijn de enige momenten van geluk die hij zich kan veroorloven te midden van de ellende en absurditeit van de volwassen wereld. Alles verandert op de dag dat hij een kleine verloren fee ontmoet, Tinkelbel, die hem meeneemt naar zijn denkbeeldige wereld. Daar ontmoet hij feeën, elven, sirenes, indianen, een kapitein die nog niet Haak heet en een jonge sater met de naam Pan.
Anders dan het oorspronkelijke verhaal is deze versie van Peter Pan bedoeld voor een meer volwassen publiek. Het geeft op een opvallende manier een blik op het leven van de jonge Peter en de acolieten die hem omringden in zijn fantastische avontuur dat niet rooskleurig was.

## Albums
| Nummer | Titel       | Verschenen | Uitgeverij |
| ------ | ----------- | ---------- | ---------- |
| 1      | Londen      | 1990       | Blitz      |
| 2      | Opikanoba   | 1992       | Blitz      |
| 3      | De storm    | 1994       | Blitz      |
| 4      | Rode handen | 1996       | Blitz      |
| 5      | Haak        | 2002       | Arboris    |
| 6      | Het Lot     | 2005       | Arboris    |